# Realizzazione minima
In automatica, il problema della realizzazione minima consiste, data una funzione di trasferimento, nel ricavare un sistema Σ raggiungibile e osservabile.
Nel caso tempo continuo, usando la trasformata di Laplace per ricavare la funzione di trasferimento G(s), questa sarà una matrice di dimensione pxm in s.
Per esempio, nel caso G(s) abbia dimensione 1x1, ossia della forma G(s) = {\displaystyle {\frac {\textstyle \sum _{k=0}^{n-1}\beta _{k}s^{k}\displaystyle }{s^{n}+a_{n-1}s^{n-1}+...+a_{0}}}}, allora una possibile soluzione per Σ = {\displaystyle {\begin{cases}x'=Ax+Bu\\y=Cx\end{cases}}} è data da 
A={\displaystyle {\begin{bmatrix}0&1&0&...&0&0\\0&0&1&0&...&0\\...&...&...&...&0&0\\...&...&...&...&...&...\\...&...&...&...&0&1\\-a_{0}&-a_{1}&...&...&-a_{n-2}&-a_{n-1}\end{bmatrix}}} B={\displaystyle {\begin{bmatrix}0\\0\\0\\0\\...\\1\end{bmatrix}}} C={\displaystyle {\begin{bmatrix}\beta _{0}&\beta _{1}&\beta _{2}&...&\beta _{n-2}&\beta _{n-1}\end{bmatrix}}}

dove il polinomio caratteristico di A è della forma {\displaystyle p_{A}(s)=det(A-sI)=det(sI-A)=s^{n}+a_{n-1}s^{n-1}+...+a_{0}}